# William R. Coe
William Robertson Coe II (28 de noviembre de 1926 — 23 de noviembre de 2009) fue un arqueólogo, mayista, estadounidense, cuyas principales aportaciones se dieron con relación a la civilización maya precolombina y que obtuvo reconocimiento por sus estudios de diversos yacimientos arqueológicos mayas.
Se le conoció principalmente por las investigaciones que realizó durante décadas en el sitio de Tikal, en la Cuenca del Petén, en el noreste de Guatemala, una de las principales ciudades mayas del periodo clásico mesoamericano. Coe condujo la excavación y el trabajo de investigación arqueológica llevados a cabo durante la década de 1960 . Fue corresponsable de gran parte del trabajo realizado para la restauración del yacimiento y la integración del muy voluminoso expediente histórico y técnico existente sobre el lugar, uno de los más importantes de la cultura maya.
El desempeño profesional de Coe se realizó en el marco de su asociación con la Universidad de Pensilvania institución en la que estudió y después fue profesor de antropología y arqueología. Fue también conservador del Museo de Arqueología y Antropología de la propia Universidad.
Fue hermano del también arqueólogo y mayista Michael D. Coe.

## Algunas publicaciones
- co-Hattula Moholy-Nagy. 2008. The artifacts of Tikal: ornamental and ceremonial artifacts and unworked material. Tikal reports 27, parte 2. Edición ilustrada de Univ. of Pennsylvania Museum of Archaeology and Anthropology, 260 pp. ISBN 1931707944

- William R. Coe. 1990. Excavations in the Great Plaza, North Terrace, and North Acropolis of Tikal. N.º 14 de Tikal reports. Edición ilustrada de UPenn Museum of Archaeology, 1100 pp. ISBN 0934718660 en línea

- co-William A. Haviland. 1982. Introduction to the archaeology of Tikal, Guatemala. Tikal reports 12. Edición ilustrada de Univ. Museum, University of Pennsylvania, 100 pp. ISBN 0934718431

- co-William A. Haviland. 1971. Tikal: Guía de las antiguas ruinas mayas. Editor Univ. Museum of the University of Pennsylvania, 123 pp.